# РФШ (Рига)
„РФШ“ или Рижская Футбольная Школа, или Рижска Футболна Школа   (на латвийски: Futbola klubs RFS) е латвийски футболен клуб от столицата Рига. Състезава се във Вирслигата. 

## История
През 90-те години клубът подържа само юноши с които захранва местния Сконто. През 2005 г. се създава и като професионален клуб под името ФК Даугава 90, а от 2011 г. носи сегашното си име. През 2016 година, „Сконто“ фалира заради дългове и федерацията на Латвия дава лиценза на „РФШ“, който в този момент се намира в трета дивизия. Почти половината футболисти на „Сконто“ преминават в „РФШ“. От този момент нататък „сините“ се превръщат в соминант на местната сцена и печелят 3 пъти шампионата, 3 пъти са вицешампиони 2 пъти са 3-ти. Печелят Купата на страната 3 пъти и губят 2 финала. Играят на стадион „ЛНС Спорта Паркс“ с капацитет 2 300 души. За европейските мачове ползва националния стадион „Даугава“, който е и най-големия в Латвия.

## Предишни имена
| Години      | Име                        |
| ----------- | -------------------------- |
| 2005 – 2008 | „Даугава 90“               |
| 2010        | „Даугава“/РФШ              |
| 2011 – 2016 | „Рижская футбольная школа“ |
| от 2016     | „РФШ“                      |

## Успехи
- Вирслига (1 дивизия):
  -  Шампион (3): 2021, 2023, 2024
  -  Вицешампион (2): 2019, 2020
  -  Бронзов медал (1): 2018
- Купа на Латвия
  -  Носител (3): 2019, 2021, 2024
  -  Финалист (0):
- Купа на Висшата лига:
  -  Носител (2): 2017, 2018
- Суперкупа на Латвия
  -  Финалист (2): 2024, 2025